# Koválovec
Koválovec est un village de Slovaquie situé dans la région de Trnava.

## Histoire
Première mention écrite du village en 1394.

## Démographie

### Évolution de la population
| Année:               | 1994. | 2004.   | 2014.   | 2024.   |
| -------------------- | ----- | ------- | ------- | ------- |
| Nombre de personnes: | 139   | 136     | 136     | 141     |
| Différence:          |       | -2,15 % | -1,42 % | +3,67 % |

| Année:               | 2023. | 2024.   |
| -------------------- | ----- | ------- |
| Nombre de personnes: | 143   | 141     |
| Différence:          |       | -1,39 % |